# 第三類法庭
《第三类法庭》，是香港電視廣播有限公司製作時裝電視劇，監製王心慰。此劇是邵美琪和溫兆倫第五次合作的電視劇，曾於1999年5月下午在翡翠台重播，2009年1月4日在TVB星河频道“周日中午劇場”時段重播及2016年12月16日在TVB經典台重播。
故事详细介绍了三种法庭：一种是现实意义中的法庭——刑事法庭，另一种是传媒，即编辑、记者们通过对时事下结论来引导观众和读者。但一些不義人士仅凭个人喜好、对自身利益以及如何更好取悦读者写些极不负责任或别有用心文章。一个人可以战胜刑事法庭並操纵传媒，法庭却无法逃避第三类法庭——良知（conscience）。可谓立意之深用心良苦，同时又着力批判了传媒。负责、实事求是的观点在部分人心中沦丧，法律对罪犯无能为力。此外该剧中又穿插了青蛙公主和青蛙蝎子现代版，通过海怡前后强烈反差及海怡与阿诺之间感情冲突，反映了人性脆弱善变，剧情紧凑，高潮迭起，引人深思，並探讨的不只是人与人之间的爱情，更多的是人性、良心，与其它一些纯粹商业片相比简直天壤之别，但此劇收視欠佳。

## 故事大綱
《第三类法庭》并不是一个法庭，而是一个道德規範，故事主旨乃講述人可以侥幸地逃过法律的制裁，战胜传媒的批判，但却总无法敌得过良心的谴责。
电视台记者韦海怡 ( 邵美琪飾 ) 对城市贫民所住的笼屋进行采访时，認識青年马中宝 ( 溫兆倫飾 )。中宝自幼在笼屋长大，终日沉迷阅读，个性极端封闭。海怡採訪後无意中带走了中寶的小说《青蛙与蝎子》，遭到中宝的苦缠追讨，对他留下了深刻印象。极富名望的律师兼议员湛有容 ( 駱應鈞飾 ) 是海怡之母韦金玲 ( 苗金鳳飾 ) 的地下情人，却意图侵犯海怡，海怡情急中失手杀了他。唯利是图的金玲接受了有容之妻的巨额贿赂，竟在法庭上指证女儿。海怡绝望中欲放弃申辩，对她富有好感的中宝却因偶然目睹了当时案发的部分场景，坚信她的无辜，出庭作证，海怡因而被法庭判定為自衛殺人而无罪获释，但被香港传媒一致炮轰，成为民众心目中的“坏女人”。
这番经历使海怡与中宝不顾众人指点，成为情侣，并试图避开世俗，度过了一段快乐的时光。此时金玲将在伦敦与报业大王游亨利 ( 鮑方飾 ) 结婚的消息传回，海怡与中宝赴英，欲当众羞辱金玲，中宝却因单纯莽撞，为海怡出气而打碎了亨利的古董，从而惹上官司，急需巨款解决。股坛大亨乔大羽 ( 伍衛國飾 ) 向海怡提出以巨款换其共度一夜的交易，海怡走投无路，只得答允。
回到香港，海怡与中宝，及海怡的至友周予诺 ( 郭藹明飾 ) 共办《青天周刊》，呼唤传媒良心，其间得到大羽的暗中帮助。有容之父、报业大亨湛倚天 ( 關海山飾 ) 偶然发现中宝的文学才华及独到见解，大力提拔。而海怡却因中宝个性与现实格格不入，加上因為伦敦事件的污辱，與他产生隔阂，终在大羽无微不至的关心和追求下，接受了大羽的求婚。大羽秘书、出身名门的莫梓欣 ( 陳淑蘭飾 ) 爱恋大羽多年，此时得知大羽與海怡的婚讯黯然神伤，竟失身于律师李英杰 ( 張國強飾 ) 。英杰借此事大做文章，大羽派人打伤了他。亨利得知金玲暗地里另有情人，病发入院，临终前向海怡道歉并修改遗嘱。金玲以为是海怡出卖自己，决心与英杰联手报复，两人向与大羽旧日素有過節的古惠娟进行言语挑拨刺激，导致惠娟精神病复发，持枪闯入大羽與海怡的婚礼现场大開殺戒，大羽飲彈瀝血。梓欣在双重打击下，跳楼自尽。
金玲依靠英杰帮助，夺回遗产，不久又收购倚天的《天地日报》，而海怡一无所有，海怡遂发誓报复，視道義為無物，以千般陰險手段奪回一切。她接连以卑劣手段，一步步得到了金玲的信任，并不断设计挑拨英杰与昔日歪曲自己的记者甘志锋的关系，因此不可避免地与中宝和予诺疏远并发生冲突。而中宝因连日照顾重病的予诺，两人渐生情愫，最终中寶对海怡的失望中，决定與予諾结婚。在海怡的设计下，英杰与金玲在楼顶爆发冲突，混乱中，金玲被英杰打晕，而英杰摔下天台，抓住栏杆未至跌下樓時，被來到的海怡踩下墜楼身亡，卻被中宝路过目睹。海怡施苦肉计打动了他，不但自己脱罪，而且出庭指控金玲殺害英杰。中宝认清事实，痛苦不已。金玲却因一系列的事件而悔悟，良心发现，认罪入狱。海怡又不断地折磨金鈴、中宝和予诺，最终逼得金玲自杀。中宝决定以死来唤醒海怡的良知，跳海后陷入昏迷。当予诺带痴呆的中寶探访入狱的海怡时，海怡终于觉醒。

## 演員表

### 韋家
| 演員   | 角色   | 背景 |
| 苗金鳳 | 韋金鈴 | 游太 韋海怡之母 陷害韦海怡，后反被其陷害 湛有容之情婦 游亨利之妻 李英杰之情妇，于第27集反目 于第28集因被韦海怡陷害而入狱 于第29集被韦海怡派人毁容，后自杀身亡                                                                                   |
| 邵美琪 | 韋海怡 | 海怡 電視台女記者，後創立「青天周刊」 周予諾之好友 馬中寶之女友，後分手 被韦金铃、李英杰、何詠琴陷害 殺死湛有容、李英杰 陷害韋金鈴、李英杰、甘志峰 于第22集开始复仇，逐渐埋没良心 于第30集因企图謀殺马中宝而入狱12年，觉醒悔过 童年由王頤婷飾演 |

### 馬家
| 演員   | 角色   | 背景                                                                         |
| 劉 江  | 馬 安  | 安叔 馬中寶之父                                                              |
| 溫兆倫 | 馬中寶 | 阿寶 馬安之子 韋海怡、周予諾之前男友 于第29集跳海昏迷 于第30集苏醒却变成痴呆 |

### 周家
| 演員   | 角色   | 背景                                                                                  |
| 張英才 | 周 仁  | 林如玉之夫 周平鳴、周予諾之父 黎美珠之老爺                                            |
| 盧宛茵 | 林如玉 | 周仁之妻 周平鳴、周予諾之母 黎美珠之奶奶                                              |
| 林家棟 | 周平鳴 | 周仁、林如玉之大子 周予諾之兄 黎美珠之夫                                              |
| 吳列華 | 黎美珠 | 周仁、林如玉之媳婦 周平鳴之妻 周予諾之大嫂                                            |
| 郭藹明 | 周予諾 | 周仁、林如玉之幼女 周平鳴之妹 韋海怡之好友，為人講道義，後反目 李英傑、馬中寶之前女友 |

### 湛家
| 演員   | 角色   | 背景                                                                                  |
| 關海山 | 湛倚天 | 報業大亨，外號「湛大俠」 湛有容之父 湛宏量、湛宏度之爺爺                              |
| 駱應鈞 | 湛有容 | 立法局議員 韋金鈴情夫 湛倚天之子 湛宏量、湛宏度之父 於第1集企圖強姦韋海怡，後被其殺害 |
| 黄恺欣 | 何詠琴 | 湛有容之妻 韋金鈴情敌 湛宏量、湛宏度之母 陷害韦海怡 於第5集心脏病发身亡               |
| 鍾漢良 | 湛宏量 | 宏量 「天地日報」之記者 湛倚天之孫 湛有容、何詠琴之子                                 |
| 侯振宇 | 湛宏度 | 「天地日報」之記者 湛倚天之孫 湛有容、何詠琴之子                                      |

### 東羽集團
| 演員   | 角色   | 背景 |
| 伍衛國 | 喬大羽 | 喬生 東羽集團董事 莫梓欣之暗戀對象 于第20集被發瘋的古惠娟擊斃                                               |
| 陳淑蘭 | 莫梓欣 | 喬大羽之助手 暗戀喬大羽 于第21集跳楼自尽而死                                                                |
| 張國強 | 李英傑 | 喬大羽之私人律師 韦金铃之情夫，与其勾结 于第27集被韦海怡陷害而与韦金铃反目，后被韦海怡杀害                  |
| 何潔珊 | 羽秘書 | 喬大羽之秘書                                                                                                |
| 陳寶靈 | 欣秘書 | 莫梓欣之秘書                                                                                                |
| 楊得時 | 甘志峰 | 与李英傑勾结 于第26集被韦海怡陷害入狱                                                                       |
| 馮素波 | 古惠娟 | 喬大羽之前女友，以其亏空公款之事要挟他 13年前堕海及喬大羽失救而毁容兼因此患有精神病 射殺喬大羽 于第21集入狱 |

### 青天周刊
| 演員   | 角色   | 背景                                                           |
| 伍衛國 | 喬大羽 | 喬生 第15集收購「青天周刊」，並為「青天周刊」董事 參見東羽集團 |
| 陳淑蘭 | 莫梓欣 | 喬大羽之助手 參見東羽集團                                      |
| 邵美琪 | 韋海怡 | 海怡 「青天周刊」創辦人、執行董事兼總編輯 參見韋家             |
| 溫兆倫 | 馬中寶 | 阿寶 前「青天周刊」編輯 參見馬家                               |
| 郭藹明 | 周予諾 | 「青天周刊」副編輯 參見周家                                    |
| 葉振聲 | 明     | 「青天周刊」編輯                                               |
| 李衛民 | 阿 森  | 「青天周刊」記者                                               |
| 郭卓樺 | 基     | 「青天周刊」編輯                                               |
| 譚淑梅 | May    | 「青天周刊」編輯                                               |

### 其他演員
- 唐葳娜 飾 怡同事
- 陸麗燕 飾 怡同事
- 王偉樑 飾 記者甲
- 蔣文端 飾 記者乙
- 鄭英龍 飾 記者丙
- 楊瑞麟 飾 夏爽菊
- 鄧汝超 飾 阿　強/王律師
- 俞　明 飾 阿　榮
- 郭德信 飾 立法局議員/議員飛
- 何璧堅 飾 立法局議員
- 鄺佐輝 飾 袁偉聲
- 蕭山仁 飾 全
- 石　雲 飾 波　記
- 孫季卿 飾 九　叔
- 林嘉麗 飾 Karen
- 羅　維 飾 電視台警衛/CID乙
- 陳中堅 飾 法　官
- 李麗麗 飾 主控官
- 鄭君寧 飾 傑助手
- 譚一清 飾 何鉅生/琴　父
- 梁舜燕 飾 琴　母
- 梁少狄 飾 貴利勝
- 梁葆貞 飾 三　姨
- 溫雙燕 飾 怡鄰居
- 郭少芸 飾 少　女
- 王維德 飾 郭錦信
- 劉煒全 飾 Stephen
- 羅國暉 飾 L.K.
- 祝文君 飾 主　持
- 黃仲匡 飾 肥　莊
- 張海勤 飾 佳
- 區　嶽 飾 看　更
- 蕭玉燕 飾 Judy
- 何潔珊 飾 羽秘書/怡秘書
- 陳寶靈 飾 欣秘書/法庭職員
- 蔣　克 飾 法庭職員/消防員
- 尹健榮 飾 法庭職員/CID丙
- 朱偉達 飾 法庭職員/消防員
- 馬慧容 飾 法庭職員
- 李詩韻 飾 法庭職員/怡助理
- 鄧煜榮 飾 陪審團
- 黃偉林 飾 毛
- 鄧榮燊 飾 水　伯
- 呂劍光 飾 王副編/王主任
- 黃建峰 飾 枝/天地記者
- 游　飈 飾 飈/天地記者/職員甲
- 林劍峰 飾 峰/天地記者/職員乙
- 羅國維 飾 欣　父
- 河國榮 飾 英國拍賣官
- Danny Fung 飾 英國CID
- 蘇藹玲 飾 欣　母
- 楊健得 飾 欣　兄
- 李煌生 飾 司機成
- 鮑　方 飾 游亨利
- 博　君 飾 羽　友
- 虞天偉 飾 羽　友
- 麥皓為 飾 醫　生
- 吳文偉 飾 消防員/法庭職員
- 伍文生 飾 消防員/法庭職員
- 簡俊然 飾 消防員/法庭職員
- 湯俊明 飾 消防員/記者丙
- 梁潔芳 飾 欣　母
- 馮瑞珍 飾 群　姐
- 楓 飾 蕭主席
- 劉桂芳 飾 司　儀
- 黎秀英 飾 德望會執委
- 陳曉芸 飾 德望會執委
- 曾令茵 飾 德望會執委
- 黃成想 飾 馮律師
- 劉美珊 飾 記者丙
- 鄭　嵐 飾 玲秘書
- 戴少民 飾 怡　友
- 洪朝豐 飾 陳律師
- 陳榮峻 飾 主控官
- 何金靈 飾 CID甲
- 沈寶思 飾 CID丁
- 曾燕婷 飾 囡　囡
- 黃詩雅 飾 法庭職員
- 馬慧君 飾 法庭職員
- 戴耀明 飾 法庭職員
- 張俊華 飾 法庭職員

## 外部連結
- 第三類法庭 - TVBAnywhere 北美官方網站 （页面存档备份，存于）
- 豆瓣电影上《第三類法庭》的資料 （简体中文）